# 룩셈부르크의 재외공관 목록

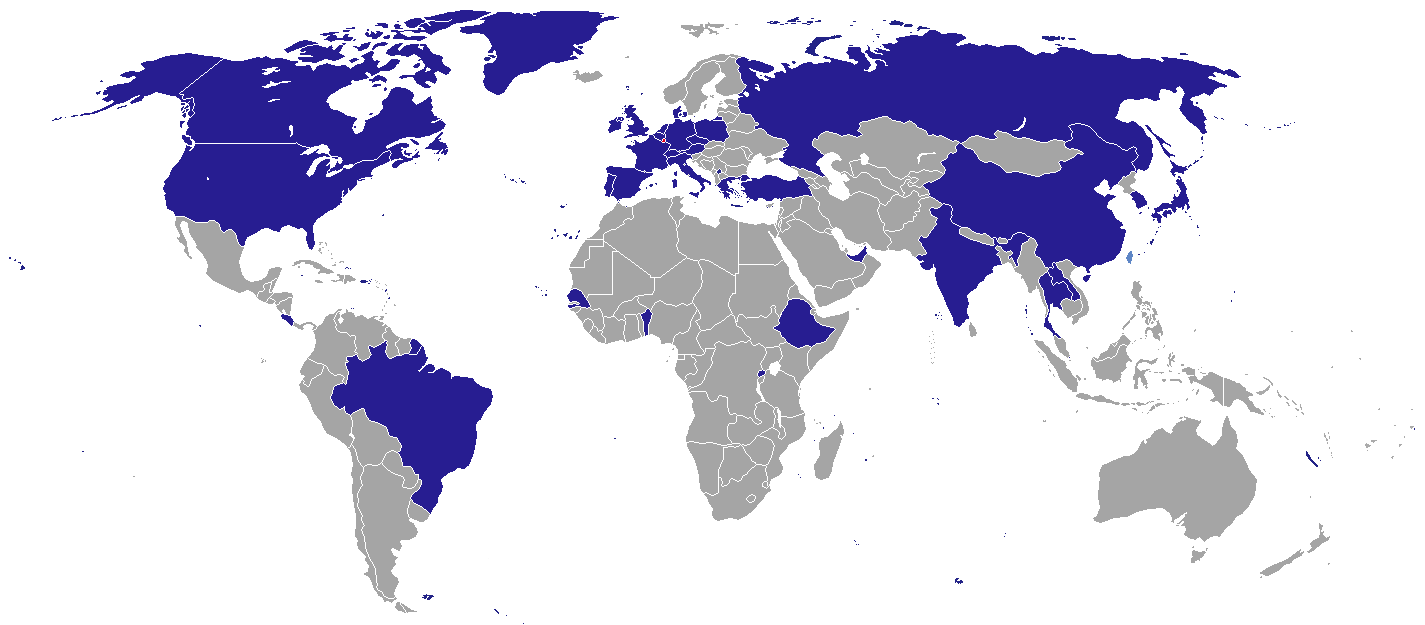
룩셈부르크 주재 재외공관들

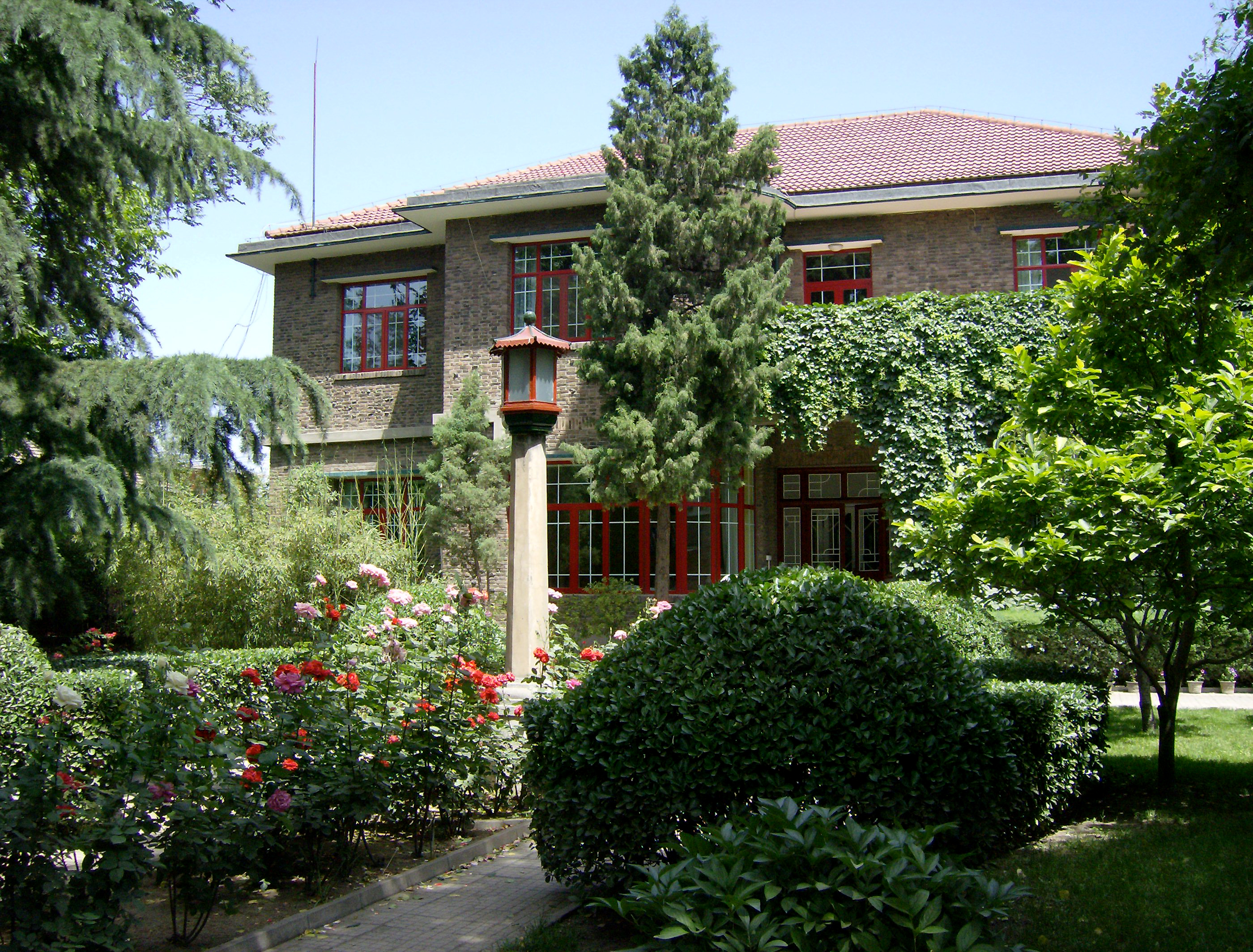
베이징 주재 룩셈부르크 대사관

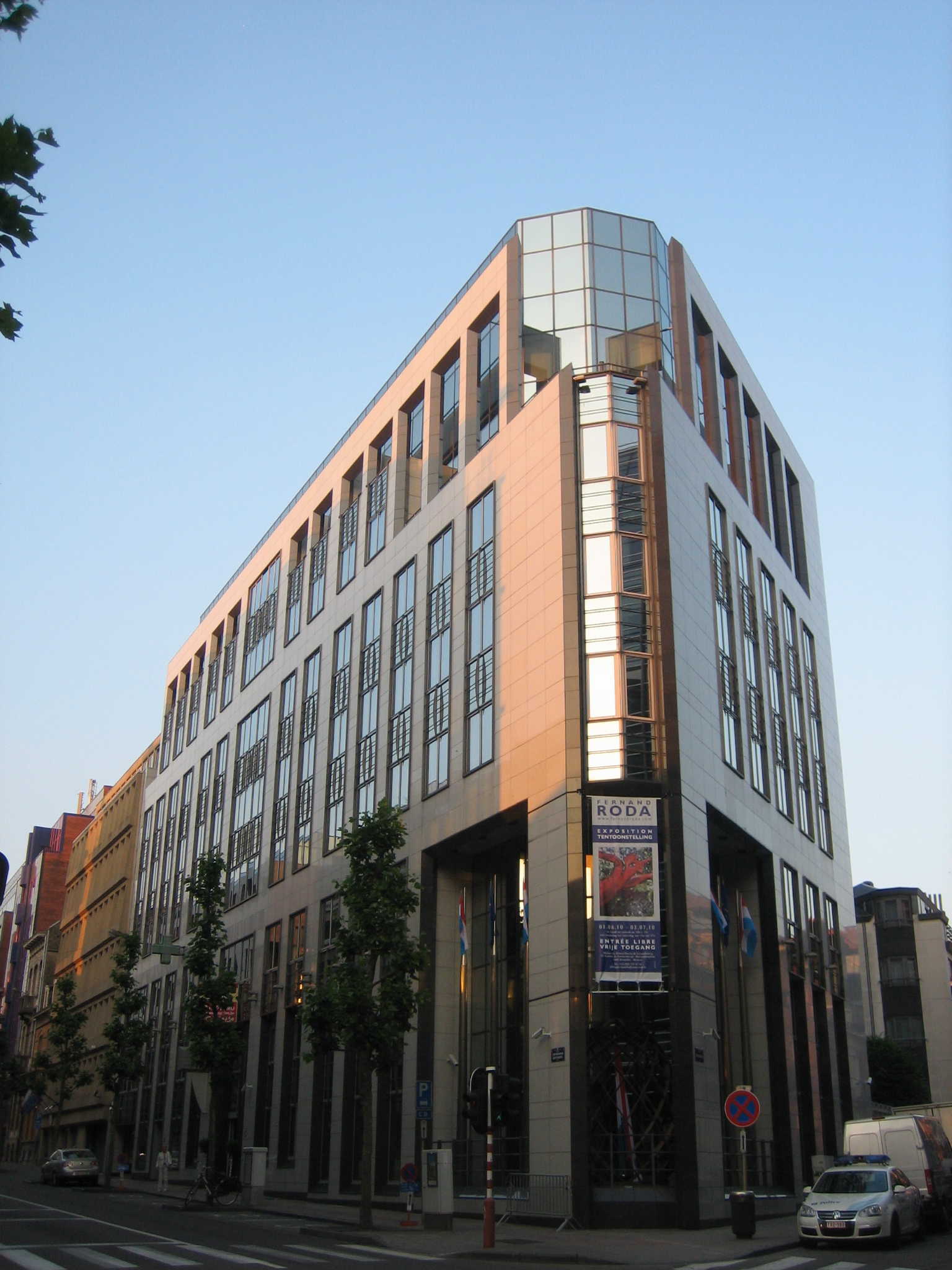
브뤼셀 주재 룩셈부르크 대사관

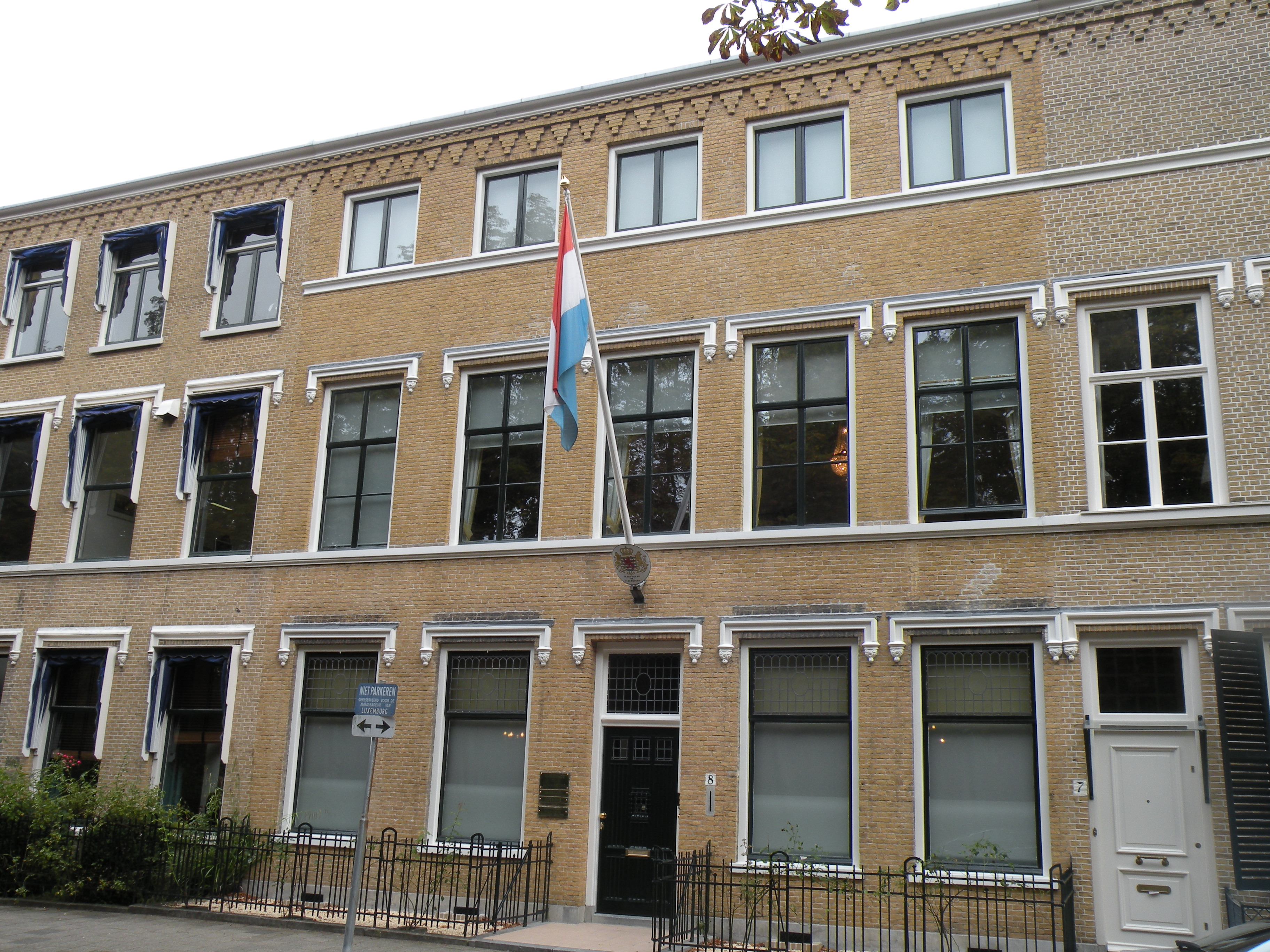
헤이그 주재 룩셈부르크 대사관

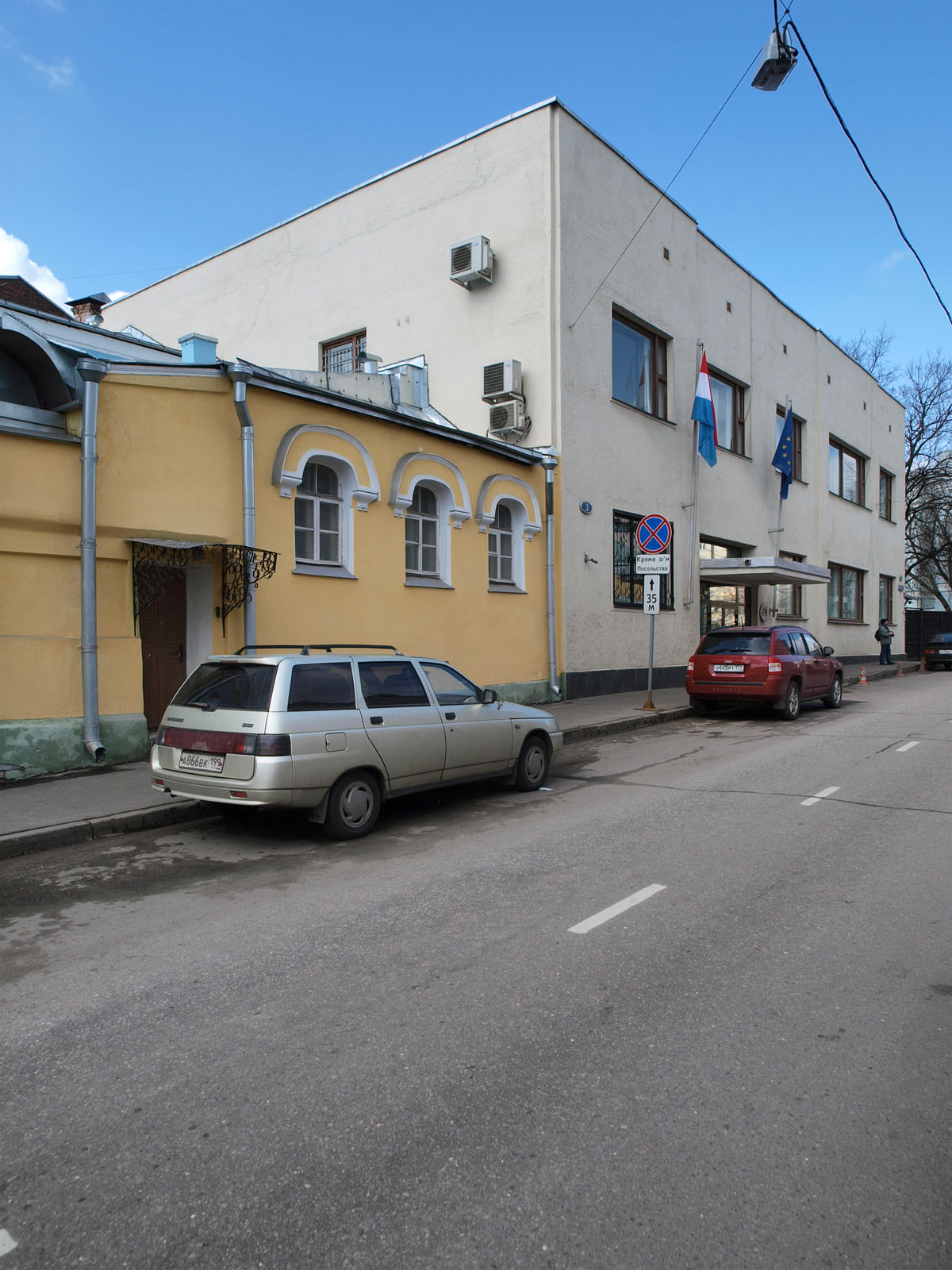
모스크바 주재 룩셈부르크 대사관

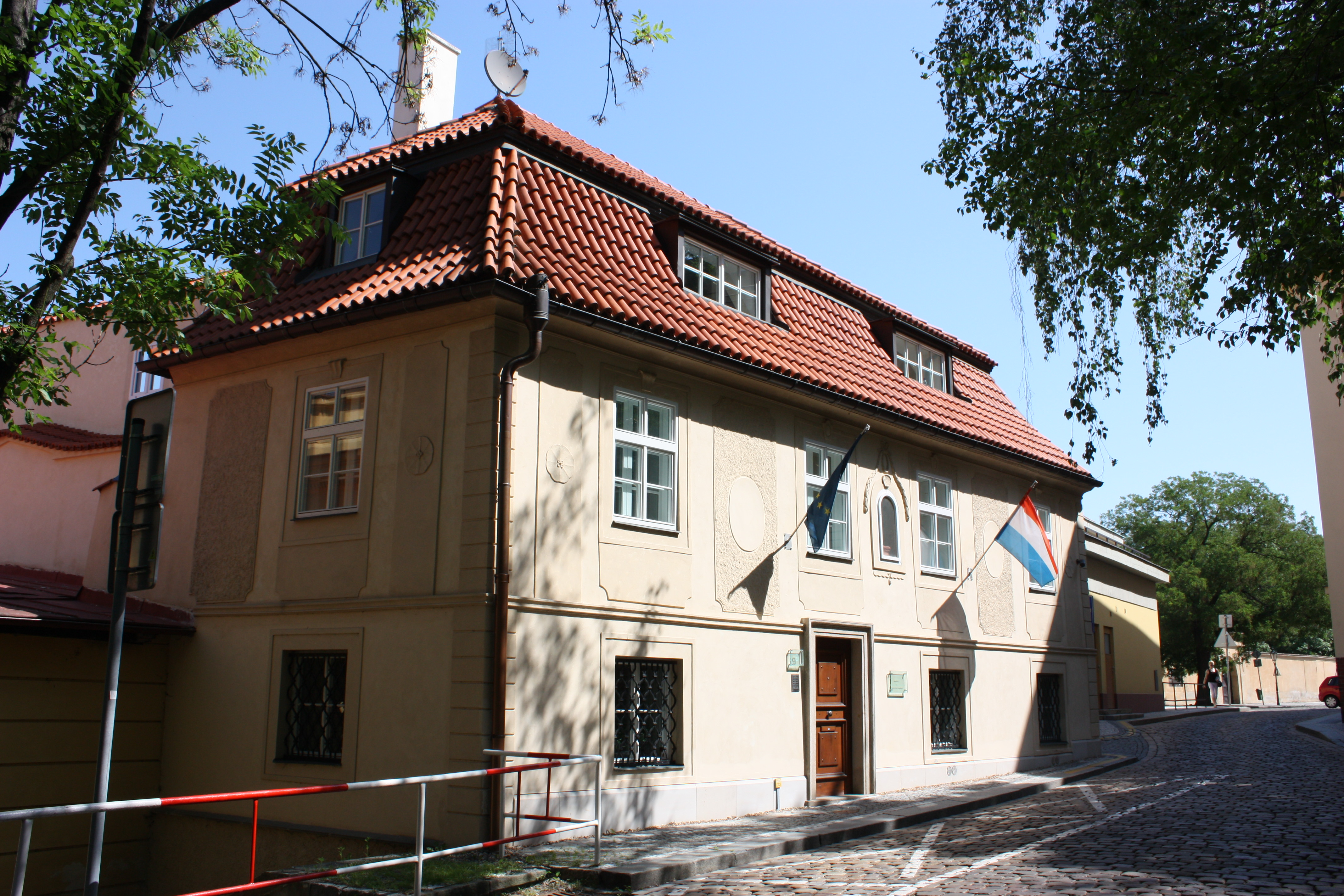
프라하 주재 룩셈부르크 대사관

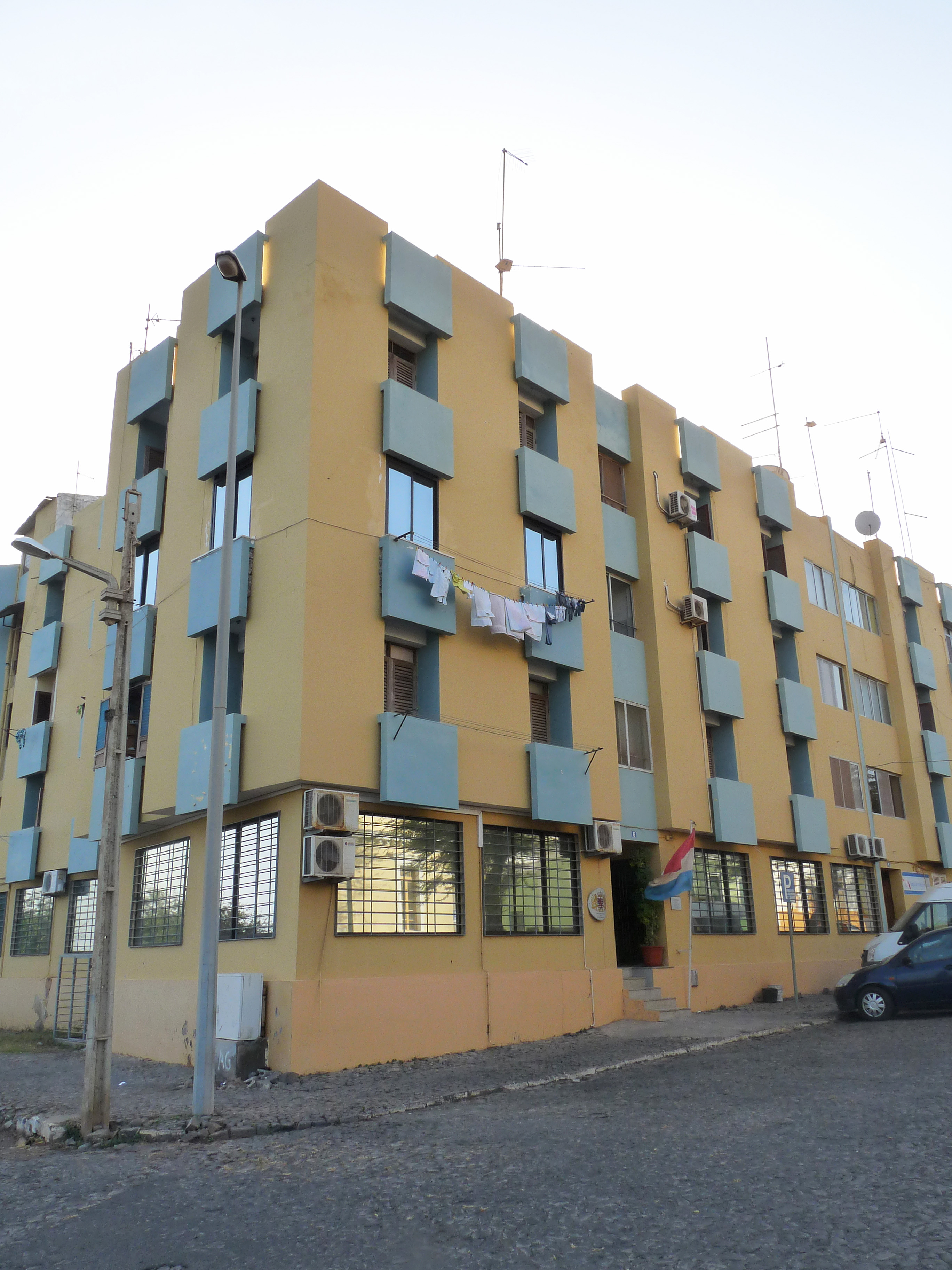
프라이아 주재 룩셈부르크 대사관

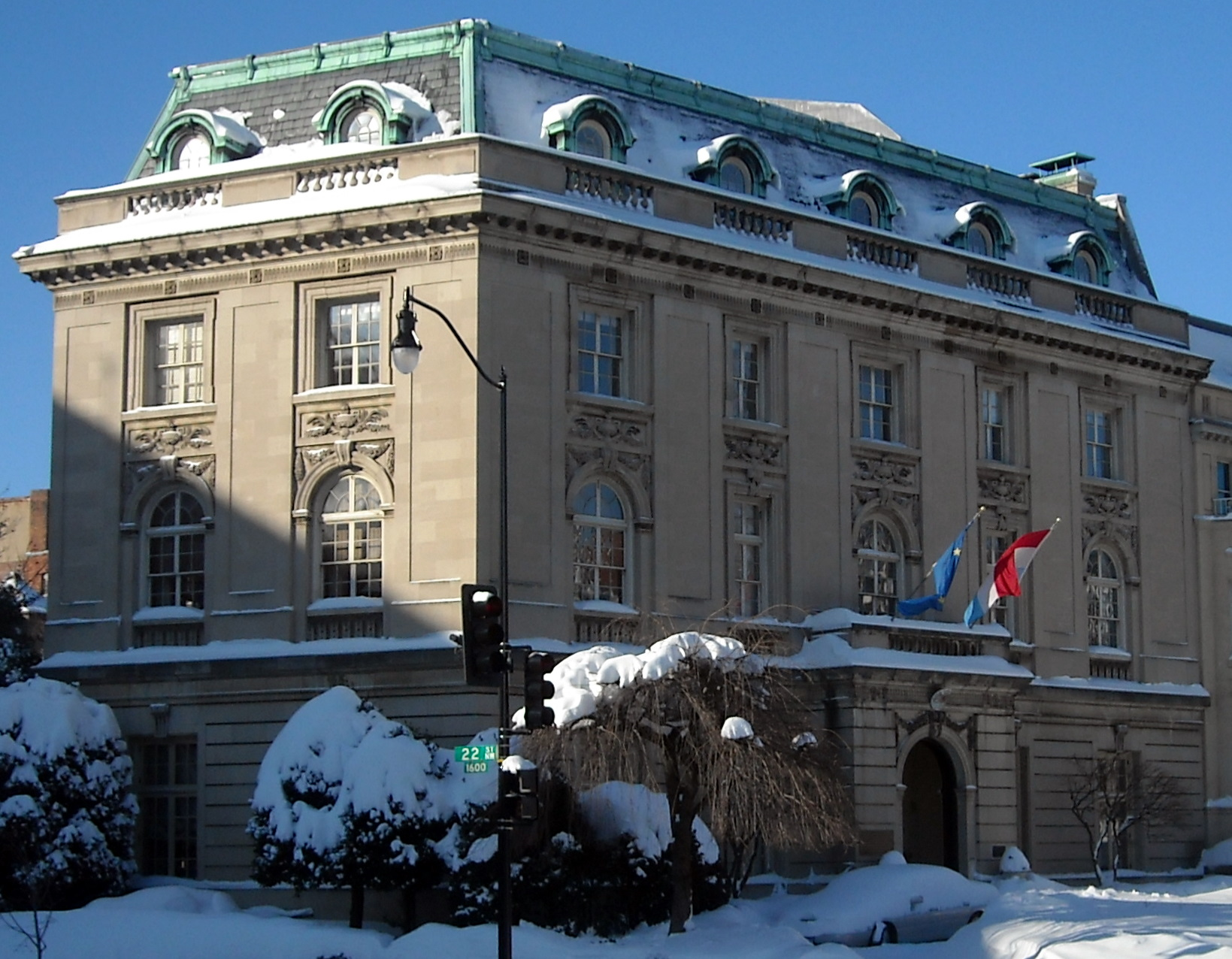
워싱턴 D.C. 주재 룩셈부르크 대사관

아래는 룩셈부르크의 재외공관 목록이다.

## 아프리카
- 말리: 바마코 (대사관)
- 모로코: 카사블랑카 (무역투자사무소)
- 부르키나파소: 와가두구 (대사관)
- 세네갈: 다카르 (대사관)
- 에티오피아: 아디스아바바 (대사관)
- 카보베르데: 프라이아 (대사관)

## 아메리카
- 미국: 워싱턴 D.C. (대사관), 뉴욕·샌프란시스코 (대사관)
- 브라질: 브라질리아 (대사관)

## 아시아
- 대한민국: 서울특별시 (대사관)
- 라오스: 비엔티안 (대사관)
- 아랍에미리트: 아부다비 (대사관)
- 이스라엘: 텔아비브 (무역투자사무소)
- 인도: 뉴델리 (대사관)
- 일본: 도쿄도 (대사관)
- 중화민국: 타이베이시 (무역투자사무소)
- 중화인민공화국: 베이징시 (대사관), 상하이시 (총영사관)
- 태국: 방콕 (대사관)
- 튀르키예: 앙카라 (대사관)

## 유럽
- 그리스: 아테네 (대사관)
- 네덜란드: 헤이그 (대사관)
- 덴마크: 코펜하겐 (대사관)
- 독일: 베를린 (대사관)
- 러시아: 모스크바 (대사관)
- 바티칸 시국: 바티칸시티 (대사관)
- 벨기에: 브뤼셀 (대사관)
- 스위스: 베른 (대사관)
- 스페인: 마드리드 (대사관)
- 영국: 런던 (대사관)
- 오스트리아: 빈 (대사관)
- 이탈리아: 로마 (대사관)
- 체코: 프라하 (대사관)
- 코소보: 프리슈티나 (대사관)
- 포르투갈: 리스본 (대사관)
- 폴란드: 바르샤바 (대사관)
- 프랑스: 파리 (대사관), 스트라스부르 (총영사관)

## 대표부
- 뉴욕: 유엔 룩셈부르크 정부 대표부
- 아디스아바바: 아프리카 연합 룩셈부르크 정부 대표부
- 브뤼셀: EU, NATO 룩셈부르크 정부 대표부
- 제네바: 유엔을 비롯한 그 외의 각 기구들의 룩셈부르크 정부 대표부
- 파리: OECD, 유네스코 룩셈부르크 정부 대표부
- 스트라스부르: 유럽 평의회 룩셈부르크 정부 대표부
- 빈: 유엔, 유럽 안보 협력 기구 룩셈부르크 정부 대표부

## 같이 보기
- 룩셈부르크 주재 외국공관 목록